# 曼特納 (米納斯吉拉斯州)
18°46′55″S 40°58′48″W / 18.78194°S 40.98000°W

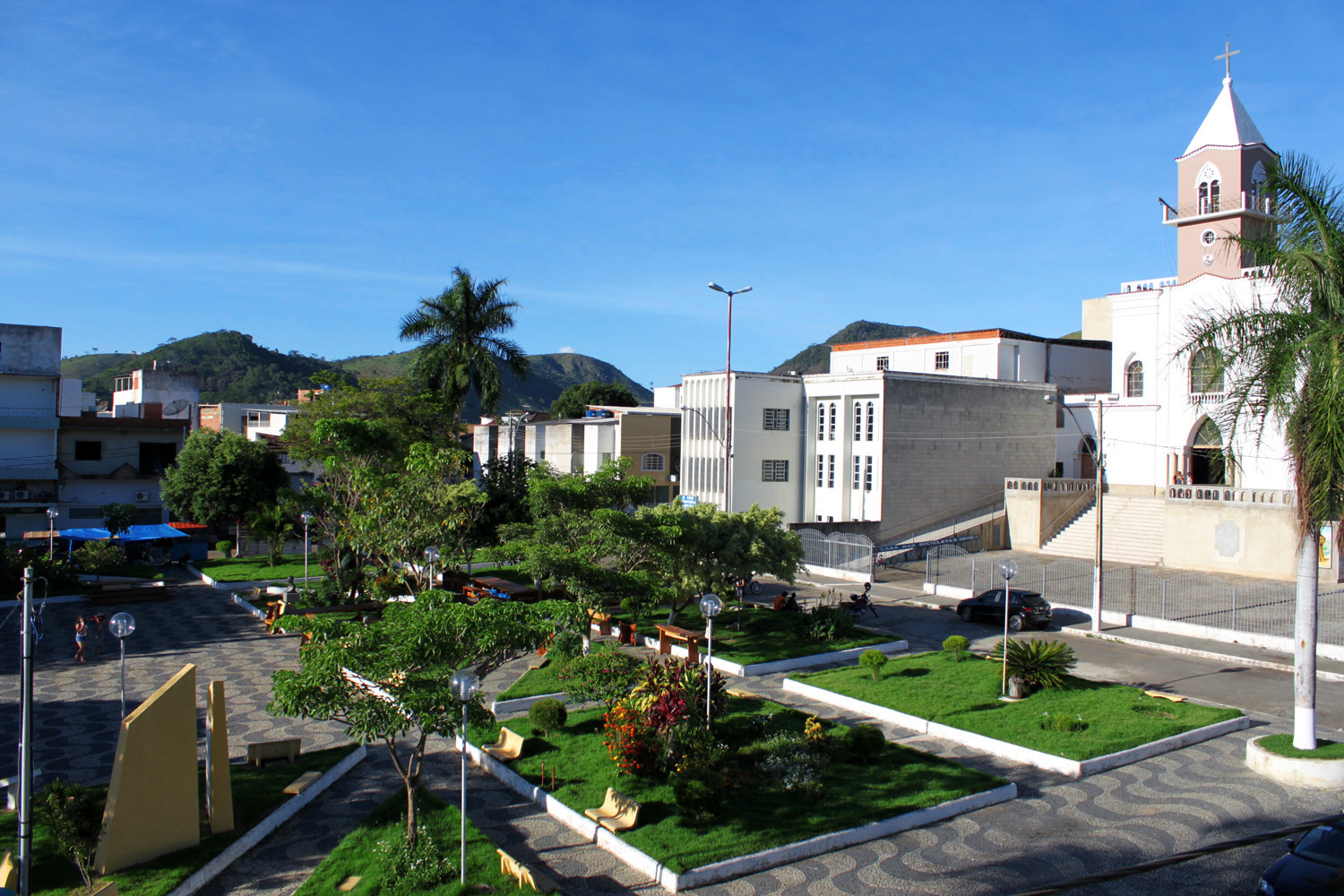
曼特納

曼特納（葡萄牙語：Mantena），是巴西的城鎮，位於該國東南部，由米納斯吉拉斯州負責管轄，始建於1943年6月13日，面積683平方公里，海拔高度212米，2014年人口28,023，人口密度每平方公里0.04人。